# Костинское (Смоленская область)
Костинское — деревня в Починковском районе Смоленской области России. Входит в состав Даньковского сельского поселения. Население — 12 жителей (2007 год). 
Расположена в центральной части области в 5 км к юго-западу от Починка, в 2 км западнее автодороги А141 Орёл — Витебск, на берегу реки Хмара. В 6 км северо-восточнее деревни расположена железнодорожная станция Починок на линии Смоленск — Рославль.

## История
В годы Великой Отечественной войны деревня была оккупирована гитлеровскими войсками в июле 1941 года, освобождена в сентябре 1943 года.